# Thanh Nhật
Thanh Nhật là thị trấn huyện lỵ của huyện Hạ Lang, tỉnh Cao Bằng, Việt Nam.

## Địa lý
Thị trấn Thanh Nhật có vị trí địa lý:
- Phía bắc giáp các xã Đức Quang và xã Thắng Lợi
- Phía đông giáp xã Quang Long và xã Thống Nhất
- Phía nam giáp xã Vinh Quý
- Phía tây giáp xã An Lạc.

Thị trấn Thanh Nhật có diện tích 15,88 km², dân số năm 2019 là 3.635 người, mật độ dân số đạt 229 người/km².
Núi chính của thị trấn là núi Lũng Duốc. Trên địa bàn thị trấn có chùa Sùng Phúc. Thị trấn Thanh Nhật có 01 tuyến Quốc lộ 4A và  hai tuyến tỉnh lộ 207 (Quảng Hòa - Hạ Lang) và 207A (Thanh Nhật - Thị Hoa) chạy qua trên địa bàn và giao với nhau tại trung tâm của thị trấn.

## Hành chính
Thị trấn Thanh Nhật được chia thành 1 tổ dân phố: Hạ Lang và 11 xóm: Đoỏng Hủ, Đoỏng Đeng, Đoỏng Hoan, Huyền Ru, Kéo Si, Nà Ến, Lũng Đốn, Ngườm Khang, Sộc Quân, Lũng Đốn, Đông Mu.

## Lịch sử
Thị trấn Thanh Nhật trước đây là xã Thanh Nhật, đầu thế kỷ XIX thuộc xã Lệnh Cấm, tổng Lệnh Cấm, châu Hạ Lang, phủ Trùng Khánh; đầu thế kỷ XX thuộc xã Lệnh Cấm, tổng Lệnh Cấm, châu Hạ Lang. Sau Cách mạng Tháng Tám 1945, xã Lệnh Cấm được đổi tên thành xã Thanh Nhật
Ngày 30 tháng 10 năm 1945, Ủy ban nhân dân lâm thời huyện Hạ Lang được thành lập. Sau đó, các tổ chức ở xã Thanh Nhật lần lượt được thành lập.
Năm 1947, Pháp tái chiếm Cao Bằng, xã tiến hành tiêu thổ kháng chiến, tất cả nhà cửa của các cơ quan đóng trên địa bàn xã bị phá huỷ hoàn toàn. Sau đó, xã tiếp tục vận động nhân dân phá hủy đường sá, cầu cống để ngăn cản bước tiến của địch. Trong những năm Pháp tái chiếm đóng, xã Thanh Nhật cử một trung đội dân quân tham gia chiến đấu tại đường số 4.
Ngày 27 tháng 10 năm 2006, Chính phủ ban hành Nghị định 125/2006/NĐ-CP về việc thành lập thị trấn Thanh Nhật trên cơ sở điều chỉnh toàn bộ 1.580 ha diện tích tự nhiên và 2.751 người của xã Thanh Nhật.
Đến năm 2019, thị trấn Thanh Nhật được chia thành tổ dân phố Hạ Lang và 12 xóm: Đoỏng Hủ, Đoỏng Đeng, Đoỏng Hoan, Huyền Ru, Kéo Si, Nà Ến, Lũng Đốn, Ngườm Khang, Sộc Quân, Bó Rạc, Lũng Đốn, Đông Mu.
Ngày 9 tháng 9 năm 2019, Hội đồng Nhân dân tỉnh Cao Bằng ban hành Nghị quyết số 27/NQ-HĐND về việc sáp nhập xóm Bó Rạc vào xóm Lũng Đốn.